# John Morrissy
Pour les articles homonymes, voir Morrissy.
John Morrissy (1854-1924) était un marchand et un homme politique canadien du Nouveau-Brunswick.

## Biographie
John Morrissy naît le 13 août 1854 à Newcastle, au Nouveau-Brunswick. Il est élu à l'Assemblée législative du Nouveau-Brunswick du 28 février 1903 au 23 février 1917 en tant que député libéral du Comté de Northumberland. Il occupa le poste de Ministre des travaux publics du 20 mars 1908 au 2 mai 1916 successivement sous les gouvernements Hazen, Flemming et Clarke.
Parallèlement, il brigue le siège de député fédéral de la circonscription de Northumberland mais est battu en 1896 et 1900  par James Robinson et en 1917 par William Stewart Loggie avant de finalement remporter l'élection le 6 décembre 1921.
John Morrissy meurt le 31 juillet 1924. 

## Divers
- Un de ses fils, Charles Joseph Morrissy, sera lui aussi élu député provincial et fédéral de la circonscription de Northumberland en 1926.
- Le pont Morrissy, un des ponts enjambant la rivière Miramichi, a été nommé en son honneur.